# Азиатско-Тихоокеанский банк
Азиатско-Тихоокеанский банк (АТБ) — российский коммерческий банк, принадлежащий казахстанской организации. 
Головной офис расположен в городе Благовещенске Амурской области. Имеет филиал в Москве.

## История
(АО) «Азиатско-Тихоокеанский Банк» существует с 14 февраля 1992 года на базе отделения Промстройбанка СССР по Амурской области, созданного в 1929 году. До 1992 года банк несколько раз менял название: «Промбанк», «Стройбанк СССР» и «Промышленно-строительный банк». В феврале 1992 года проведена реорганизация, в результате которой был образован банк в форме акционерного общества закрытого типа с наименованием «Амурский акционерный инвестиционно-коммерческий промышленно-строительный банк» (Амурпромстройбанк).
В 1996 году наименование организационно-правовой формы приведено в соответствие с действующим законодательством и определено как «закрытое акционерное общество», сокращенное наименование банка изменено на ЗАО «Амурпромстройбанк».

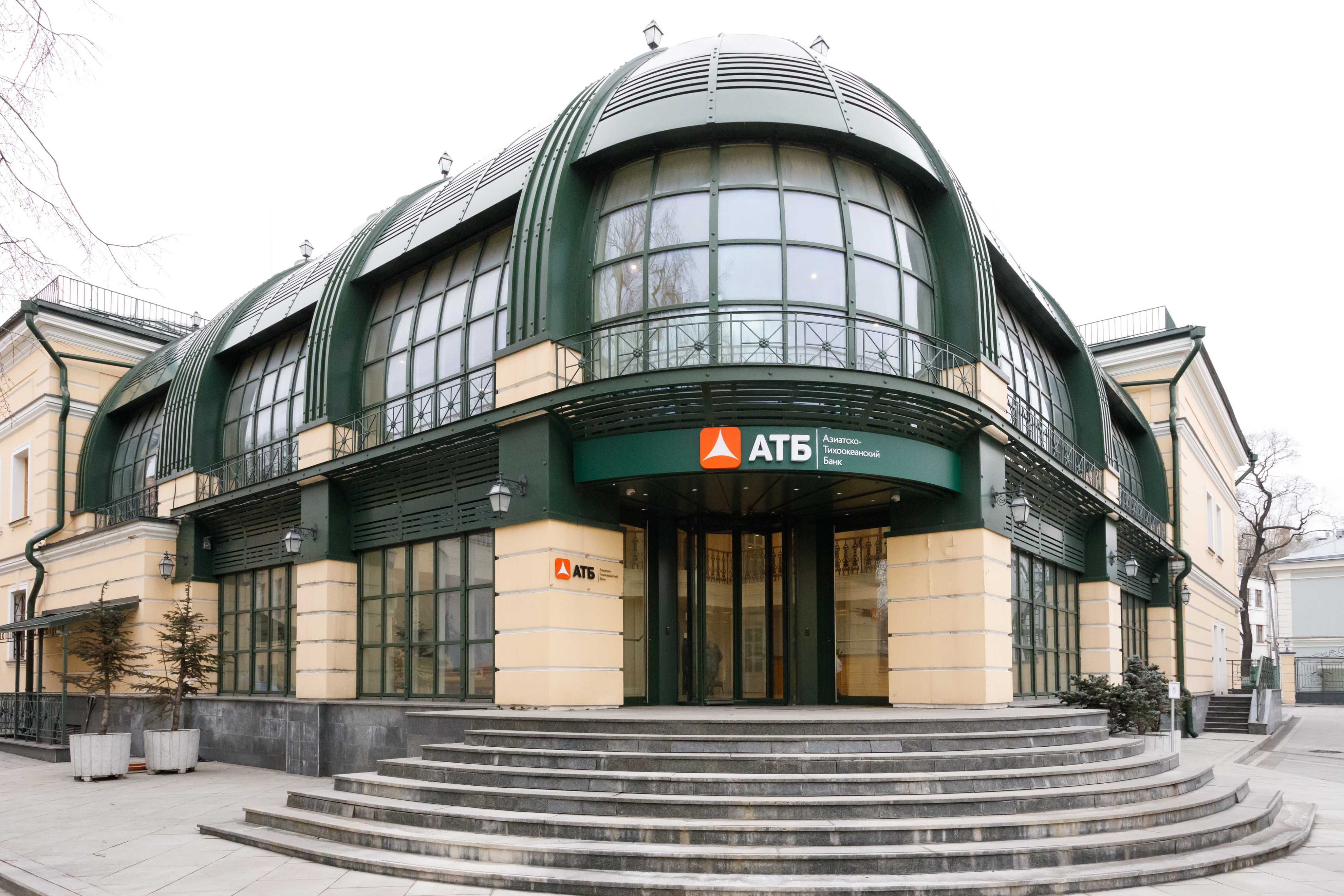
Дополнительный офис АТБ, Москва

В 2004 году АТБ вступил в систему обязательного страхования вкладов.
В 2006 году основным акционером банка стало Общество с ограниченной ответственностью «Петропавловск Финанс», и были изменены тип организационно-правовой формы и наименование Банка: «Азиатско-Тихоокеанский Банк» (открытое акционерное общество).
В 2009 году банк получил статус принципиального члена VISA и MasterCard.
С 26 апреля 2018 года банк проходит процедуру финансового оздоровления под управлением УК ФКБС. Владельцем свыше 99,9 % акций банка выступает ЦБ РФ.
С 30 октября 2020 года председателем правления был назначен Алексей Коровин, до этого занимавший руководящие позиции в ОТП Банк, Банк «Восточный», БКС Банк, а также имеющий опыт руководства розничным блоком в Альфа-Банк. До прихода Алексея Коровина в АТБ должность председателя правления с 2019 года занимал Сергей Аврамов, полномочия которого досрочно прекращены.
В сентябре 2021 года казахстанское ТОО Pioneer Capital Invest купило на закрытом аукционе Банка России 100 % акций АТБ за 14 млрд рублей и стало владельцем 100 % акций банка.
14 июня 2022 года банк завершил присоединение «Квант мобайл банка», объединённый банк работает под брендом АТБ.
В июле 2023 года банк начал выпуск дебетовых карт UnionPay. Валюта карты – юани и рубли. Как утверждает пресс-служба, карта позволяет оплачивать покупки в зарубежных интернет-магазинах и позволяет расплачиваться в 150 странах.

### Азиатско-Тихоокеанский банк сегодня
Сеть Банка  состоит из 182 отделений в 103 населенных пунктах в 19 регионах РФ: Амурская область (головной офис в Благовещенске), Москва (второй головной офис), Свердловская область, Республика Хакасия, Алтайский край, Республика Алтай, Кемеровская область, Республика Саха (Якутия), Республика Бурятия, Иркутская область, Красноярский край, Приморский край, Хабаровский край, Сахалинская область, Камчатский край, Еврейская автономная область, Чукотский автономный округ, Магаданская область, Забайкальский край, Омская область, Новосибирская область.
В банке работает 3800 сотрудников. Головные офисы расположены в Благовещенске и Москве.
По данным Frank RG, по состоянию на 1 марта 2022 года на домашней территории присутствия АТБ занимает 7-ю строчку по портфелю розничного кредитования и 7-е место по вкладам, показывая положительную динамику роста портфелей.

### Санация
В конце 2016 года ЦБ отозвал лицензию у принадлежавшего АТБ «М2М прайвет банка», из-за чего первый должен был создать 100%-ный резерв по выданному последнему кредиту. До 2018 года банк не успел создать все резервы, до начала апреля возникла потребность также пополнить капитал. Также ЦБ требовал смены акционеров, крупнейшим из которых был бывший совладелец «Азбуки вкуса» Андрей Вдовин, который 25 апреля 2018 года был заочно арестован Тверским районным судом Москвы из-за уголовного дела о хищении 13 млн долл., возбуждённого по ч. 4 ст. 159 УК РФ (мошенничество в особо крупном размере). В тот же день АТБ приостановил приём вкладов населения, объяснив это обновлением программного обеспечения.
В ночь на 26 апреля 2018 года ЦБ РФ объявил о санации банка Фондом консолидации банковского сектора (ФКБС). Функции временной администрации были возложены на управляющую компанию ФКБС, мораторий на удовлетворение требований кредиторов не вводился. В дальнейшем ЦБ докапитализировал банк на 9 млрд руб., а также начал юридический процесс против возможных юридических ограничений из-за продававшихся банком векселей компании «ФТК» и требований клиентов по субординированным облигациям на 26 млрд долларов.
Намеченный на 14 марта 2019 года открытый аукцион по продаже принадлежащих Банку России акций банка так и не состоялся. Причиной этого стало то, что допущенные к торгам Московский кредитный банк и Совкомбанк так и не приняли в них участие из-за потери интереса и завышенной нижней цены аукциона (в ходе торгов цена снизилась с 9,86 млрд руб. до 6 млрд и 1 рубля). После этого Банк России объявил о намерении продать банк в 2020 году, после раскрытия информации о его деятельности в 2019 году широкому кругу лиц, включая потенциальных инвесторов. Азиатско-тихоокеанский банк являлся первым банком из прошедших санацию через ФКБС, выставленным на продажу. Согласно данным аудиторских заключений KPMG по итогам 2019 года чистая прибыль по РСБУ составила 4,3 млрд руб., по МСФО прибыль составила 1,57 млрд рублей.
31 января 2020 года ЦБ запустил процедуру продажи банка, который был оценён на сумму чуть более 6 млрд руб. Приём заявок на приобретение акций банка проводился в конце июня 2021 года. 17 сентября 2021 года состоялся аукцион по продаже АТБ, победителем стала казахстанская компания ТОО «Pioneer Capital Invest» («PCI»).

## Показатели
Основные показатели деятельности (данные на 01.01.2022).
| Показатель                                      | Значение, тыс. руб. | Позиция |
| Активы-нетто                                    | 137 902 873         | 49      |
| Чистая прибыль                                  | 2 474 859           | 37      |
| Капитал                                         | 17 948 483          | 58      |
| Вложения в ценные бумаги                        | 24 107 510          | 51      |
| Кредитный портфель                              | 87 585 075          | 46      |
| Кредитный портфель ЮЛ                           | 24 107 510          | 51      |
| Кредитный портфель ФЛ                           | 62 457 048          | 41      |
| Вклады ФЛ                                       | 56 892 454          | 39      |
| Средства ЮЛ                                     | 49 344 632          | 44      |
| Просроченная задолженность в кредитном портфеле | 4 525 173           | 48      |

## Рейтинги
- Рейтинговое агентство АКРА в 2018 году присвоило банку рейтинговую оценку BB+(RU), в 2020-2022 годах изменялся от BBB-(RU) до BBB(RU), в 2023 году был отозван[16].

- «Эксперт РА» в 2008 году присвоило банку рейтинговую оценку А, в 2009 понизило её до ВВ+, в 2010 - отозвало. В 2011 рейтинг был возобновлён на уровне A+, подтверждался на этом уровне в 2013-2015 годах, понижен до A (II) и затем до В в 2016 году, далее до ruCC в 2017. В 2018 году рейтинг вновь отозван. В 2022 году возобновлён на уровне ruBBB, в 2023 повышен до ruBBB+, подтверждён в 2024[17].